# Часник жовтий
Часник жовтий (Allium flavum) — вид трав'янистих рослин родини амарилісові (Amaryllidaceae), поширений у південній Європі, західній Азії, на заході Північної Африки.

## Опис
Багаторічна рослина, яка виробляє одну цибулину. Стебло до 60 см завдовжки, випростане або висхідне-похиле. Вузько-лінійні, гладкі, блакитнуваті листки шириною до 2 міліметрів, пахнуть як часник. Зонтик містить яскраво-жовті, дзвоноподібні квіти з приємним запахом. Листочки оцвітини тьмяні, довгасті, довжиною від 4 до 5 міліметрів і більш-менш блискучі. Тичинки до вдвічі довші, ніж листочки оцвітини.

## Поширення
Поширений у південній частині Європи (Франція, Австрія, Чехія, Словаччина, Угорщина, Молдова, Україна, Росія, Албанія, колишня Югославія, Болгарія, Греція, Італія [у тому числі Сицилія], Румунія), західній частині Північної Африки (Марокко, Алжир) та Азії (Туреччина, Грузія, Азербайджан, Іран).

## Галерея

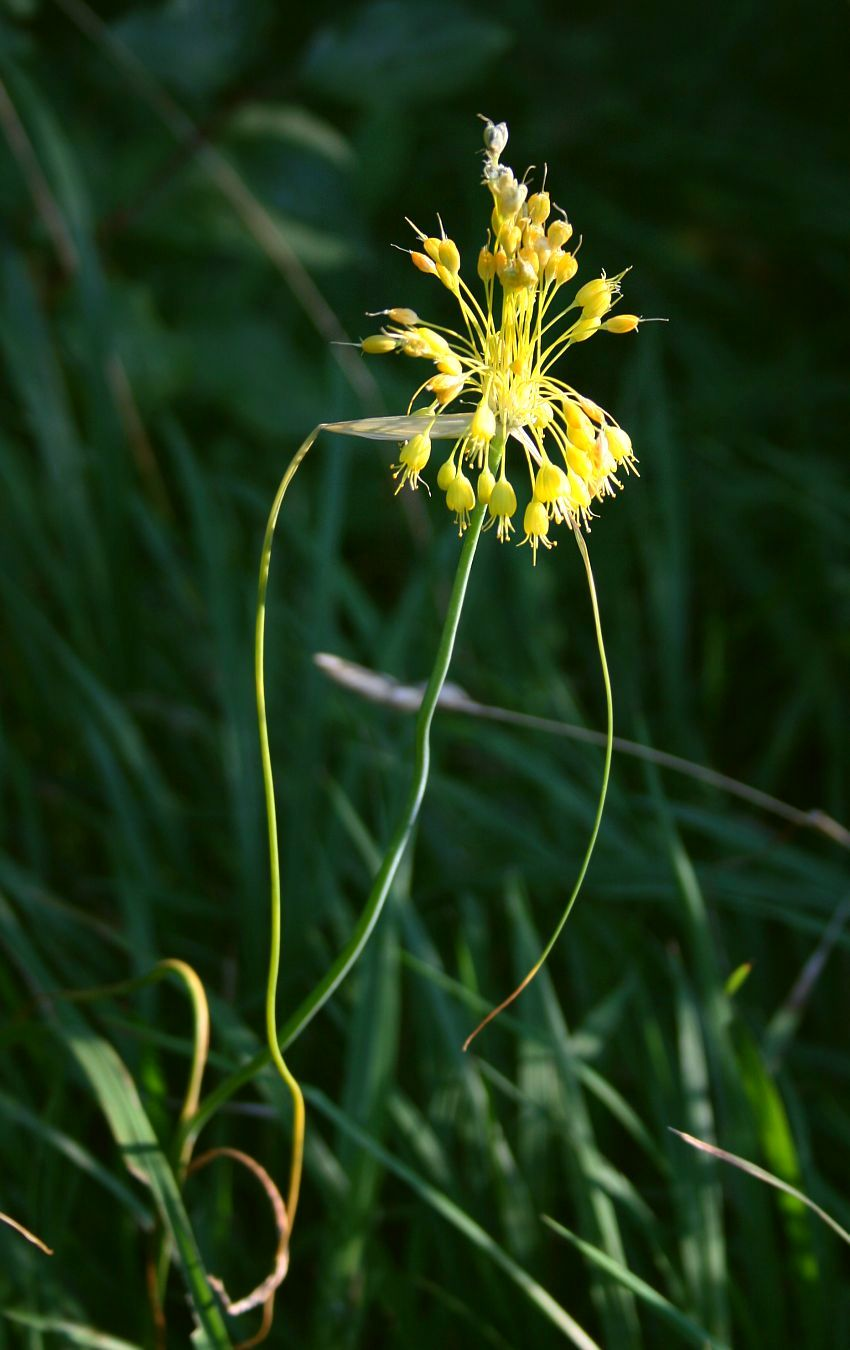
рослина
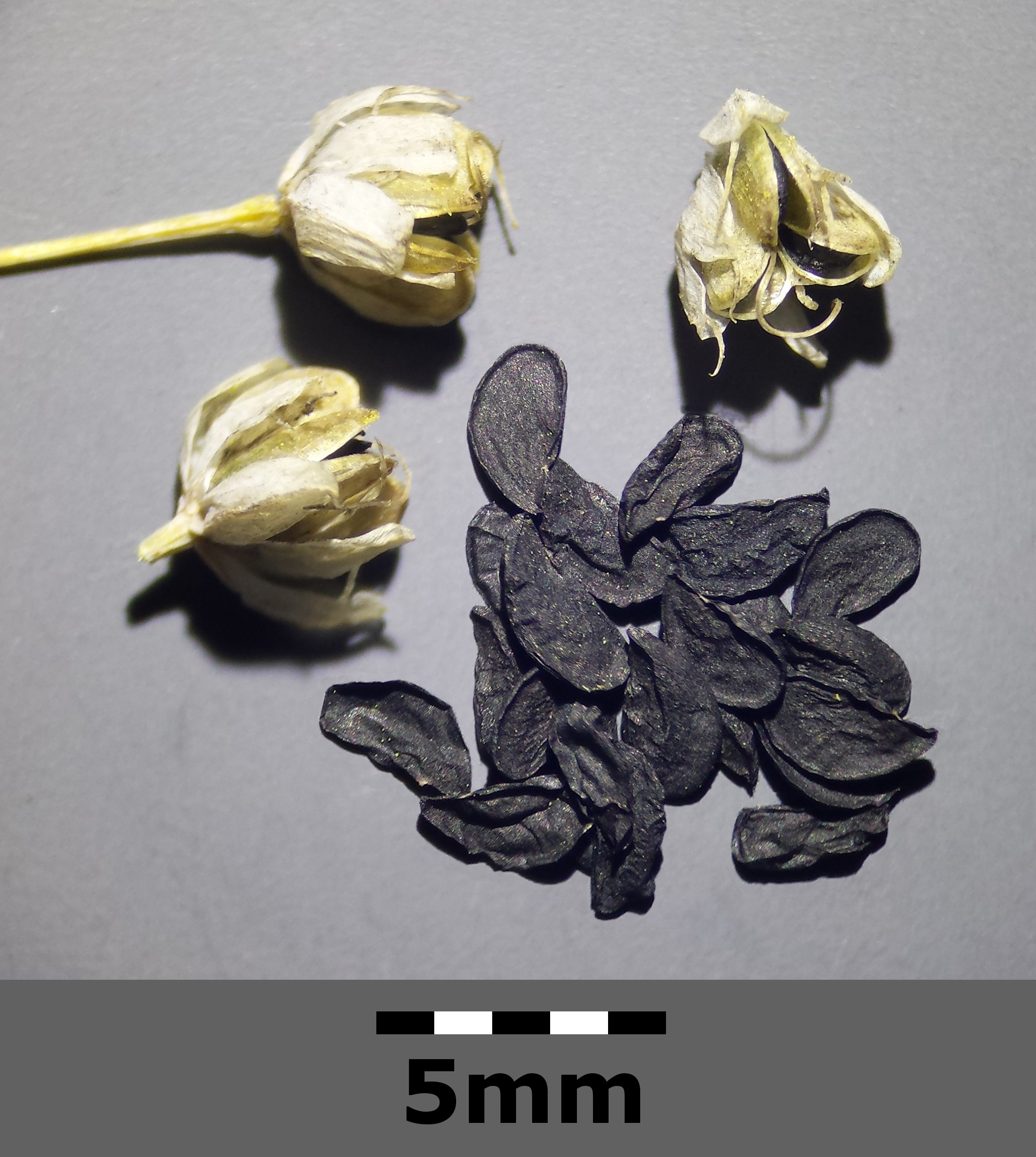
коробочка з насінням
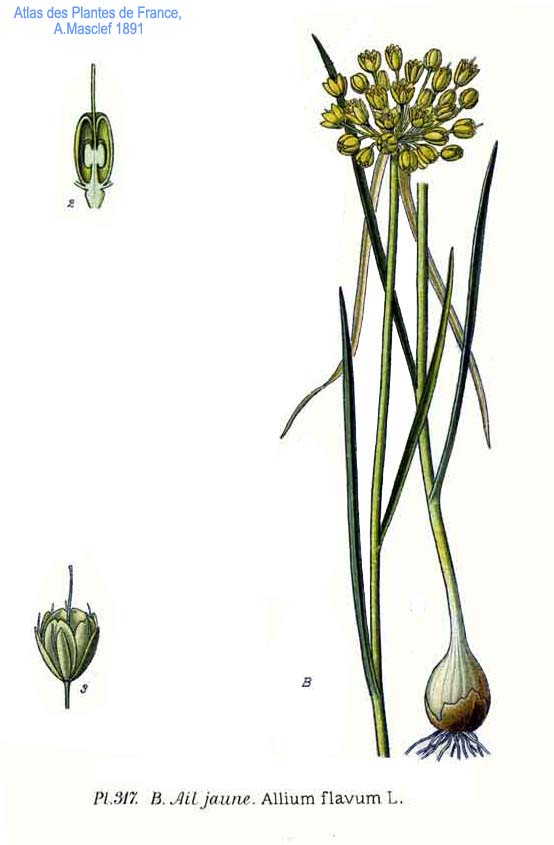
ілюстрація